# 谭平川
谭平川（1961年7月—），重庆人，汉族，中国共产党党员。中华人民共和国政治人物、第十三届全国人民代表大会重庆市代表。

## 生平
2018年，谭平川被选为重庆市出席第十三届全国人民代表大会代表。